# Berthold de Bade
Succession
Prétendant au trône de Bade
6 novembre 1929 – 27 octobre 1963
 (33 ans, 11 mois et 21 jours)
Berthold de Bade (en allemand : Berthold von Baden), margrave de Bade, est né le 24 février 1906 à Karlsruhe, dans le grand-duché de Bade, dans l'Empire allemand, et mort le 27 octobre 1963 à Spaichingen, en Allemagne de l'Ouest. Fils du dernier chancelier impérial Max de Bade, il est prétendant au trône de Bade de 1929 à sa mort.

## Famille
Berthold est le seul fils du prince Max de Bade (1867-1927), dernier chancelier de l'Empire allemand (1918), et de son épouse la princesse Marie-Louise de Hanovre (1879-1948). Par son père, il est donc le petit-fils du prince Guillaume de Bade (1829-1897) et de sa femme la princesse Marie de Leuchtenberg (1841-1914) tandis que, par sa mère, il a pour grands-parents le prince Ernest-Auguste de Hanovre (1845-1923), duc de Cumberland et Teviotdale, et la princesse Thyra de Danemark (1853-1933). Berthold fait donc partie des nombreux descendants du roi Christian IX de Danemark, surnommé le « beau-père de l'Europe ». Par sa grand-mère Marie de Leuchtenberg, c'est aussi un descendant de l'impératrice Joséphine de Beauharnais.
En 1927, Berthold est adopté, pour des raisons dynastiques, par son cousin l'ancien grand-duc Frédéric II de Bade (1857-1928) et son épouse la princesse Hilda de Nassau (1864-1952).
Les 15 et 17 août 1931, Berthold épouse, civilement puis religieusement, à Baden-Baden, en Allemagne, la princesse Théodora de Grèce (1906-1969), deuxième fille du prince André de Grèce (1882-1944) et de son épouse la princesse Alice de Battenberg (1885-1969). De ce mariage, naissent trois enfants :
- Marguerite de Bade (1932-2013), princesse de Bade, qui épouse, en 1957, à Salem, le prince Tomislav de Yougoslavie (1928-2000), avant de divorcer en 1981, d'où postérité ;
- Maximilien de Bade (1933-2022), margrave de Bade, qui épouse, en 1966, à Salem, l'archiduchesse Valérie de Habsbourg-Toscane (1941), d'où postérité ;
- Louis de Bade (nl) (1937), prince de Bade, qui épouse, en 1967, la princesse Anne Marie von Auersperg-Breunner (1943), d'où postérité.

## Biographie
Né en 1906, Berthold grandit à Karlsruhe, alors capitale du grand-duché de Bade. Il y reçoit une éducation soignée, donnée par des précepteurs. Depuis 1907, son père, le prince Max de Bade, est en effet l'héritier présomptif du grand-duc Frédéric II, qui n'a pas d'enfant. En 1918, Max de Bade est nommé chancelier par le Kaiser Guillaume II, mais la révolution balaie le régime impérial peu de temps après. À partir de 1920, Berthold poursuit sa formation dans l'école que son père fonde avec Kurt Hahn à Salem,.

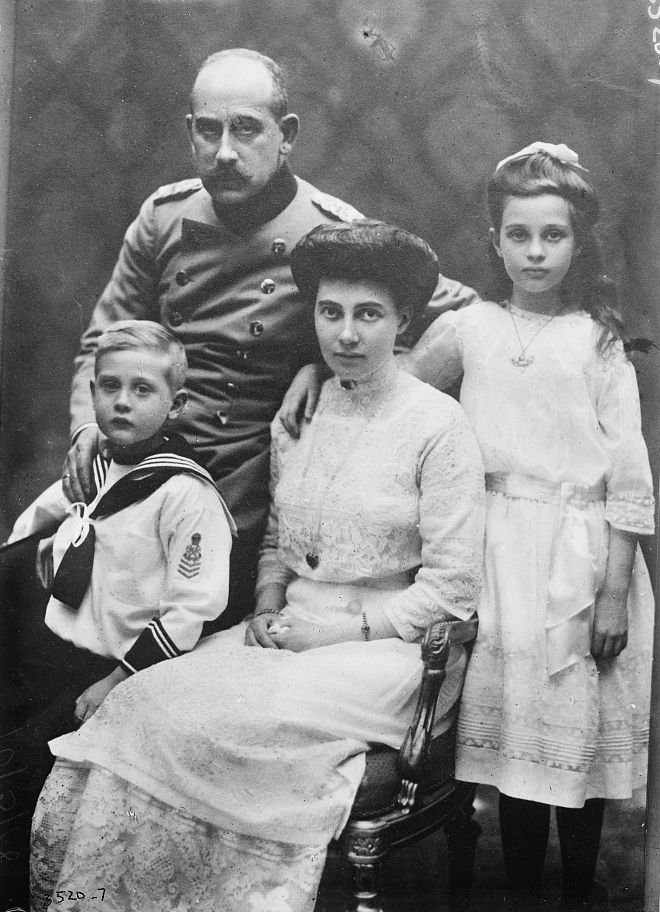
Berthold, ses parents et sa sœur Marie-Alexandra vers 1914.

En 1927, Berthold est adopté par l'ancien grand-duc Frédéric II et son épouse Hilda de Nassau afin que les biens de la maison de Bade ne soient pas nationalisés par la république de Weimar à leur mort. Devenu chef de sa dynastie en 1929, le margrave passe à la tête d'une fortune importante, notamment constituée des châteaux de Salem, de Baden-Baden, de Zwingenberg (de) et d'Eberstein. Deux ans plus tard, Berthold épouse la princesse Théodora de Grèce, avec laquelle il a trois enfants : Marguerite (née en 1932), Maximilien (né en 1933) et Louis (nl) (né en 1937).
Alors que plusieurs de leurs proches, comme les princesses Marie-Alexandra de Bade (sœur de Berthold) et Cécile de Grèce (sœur de Théodora), adhèrent progressivement au parti nazi, le margrave et la margravine de Bade gardent leurs distances avec le Troisième Reich. Peu après l'instauration de sa dictature, Hitler fait en effet arrêter Kurt Hahn, dont il méprise les origines juives. Libéré grâce à l'intervention du gouvernement britannique, le pédagogue est cependant écarté de la direction de Salem et doit trouver refuge au Royaume-Uni. En dépit de ces événements, Berthold obtient des autorités allemandes l'autorisation de maintenir son école ouverte. Jouissant d'une relative autonomie jusqu'en 1941, l'institution subit néanmoins un processus de nazification qui l'éloigne de ses valeurs initiales,.
Engagé dans la Wehrmacht peu après le déclenchement de la Seconde Guerre mondiale, Berthold est grièvement blessé pendant la bataille de France, en 1940. Soigné, il manque de perdre la jambe et conserve ensuite des séquelles importantes. Revenu à Salem, il y passe la durée du conflit avec sa femme et leurs enfants, sans connaître trop de privations. Tandis que Théodora s'engage auprès de la Croix-Rouge et d'autres organisations de bienfaisance, son époux participe à des actions plus risquées, en venant à cacher des juifs dans son château,.
Avec la chute du Troisième Reich et l'occupation de l'Allemagne par les Alliés, Berthold peut rouvrir l'école de Salem, dont il confie la direction à son beau-frère, le prince Georges-Guillaume de Hanovre,. Nommé patron honoraire de l'Université de Fribourg et membre du comité de direction de l'Institut Max Planck, il exerce en outre la fonction de président du groupe d'étude de l'Association des grands propriétaires ruraux d'Allemagne. Avec son épouse, le margrave est, par ailleurs, l'invité des grands événements du gotha européen, comme le couronnement de sa belle-sœur, la reine Élisabeth II (1953), la « croisière des rois » (1954) ou le mariage de sa petite-cousine, Sophie de Grèce, avec l'infant Juan Carlos d'Espagne (1962).
Victime d'une crise cardiaque alors qu'il se rend à Baden-Baden à bord d'une voiture conduite par son fils Louis, Berthold trouve la mort le 27 octobre 1963. Après des funérailles au château de Salem, sa dépouille est enterrée à la nécropole de la famille de Bade.

## Dans la culture populaire

### Dans la littérature
Dans ses mémoires, l'écrivain Golo Mann a laissé un témoignage flatteur du prince : « De la même façon qu'il y a un type d'individu qui est nazi par nature, et qui aurait été nazi même si Hitler n'avait pas existé, il en existe un autre type, beaucoup moins répandu celui-là, qui est prince par nature, et qui le serait même si cette catégorie et ce rang n'existaient pas. L'un de ces individus est le margrave de Bade ».

### À la télévision
Une brève allusion à Berthold et Théodora est faite dans l'épisode « Chère Madame Kennedy » (saison 2, épisode 8) de la série américano-britannique The Crown (2017).

## Quartiers du margrave Berthold
|  |                                                                      |  |  |  |  |  |  |  |  |  |  |  |  |  |  |  |
|  | 16. Charles Ier Frédéric de Bade                                     |  |  |  |  |  |  |  |  |  |  |  |  |  |  |  |
|  |                                                                      |  |  |  |  |  |  |  |  |  |  |  |  |  |  |  |
|  |                                                                      |  |  |  |  |  |  |  |  |  |  |  |  |  |  |  |
|  | 8. Léopold Ier de Bade                                               |  |  |  |  |  |  |  |  |  |  |  |  |  |  |  |
|  |                                                                      |  |  |  |  |  |  |  |  |  |  |  |  |  |  |  |
|  |                                                                      |  |  |  |  |  |  |  |  |  |  |  |  |  |  |  |
|  | 17. Louise-Caroline de Hochberg                                      |  |  |  |  |  |  |  |  |  |  |  |  |  |  |  |
|  |                                                                      |  |  |  |  |  |  |  |  |  |  |  |  |  |  |  |
|  |                                                                      |  |  |  |  |  |  |  |  |  |  |  |  |  |  |  |
|  | 4. Guillaume de Bade                                                 |  |  |  |  |  |  |  |  |  |  |  |  |  |  |  |
|  |                                                                      |  |  |  |  |  |  |  |  |  |  |  |  |  |  |  |
|  |                                                                      |  |  |  |  |  |  |  |  |  |  |  |  |  |  |  |
|  | 18. Gustave IV Adolphe de Suède                                      |  |  |  |  |  |  |  |  |  |  |  |  |  |  |  |
|  |                                                                      |  |  |  |  |  |  |  |  |  |  |  |  |  |  |  |
|  |                                                                      |  |  |  |  |  |  |  |  |  |  |  |  |  |  |  |
|  | 9. Sophie de Suède                                                   |  |  |  |  |  |  |  |  |  |  |  |  |  |  |  |
|  |                                                                      |  |  |  |  |  |  |  |  |  |  |  |  |  |  |  |
|  |                                                                      |  |  |  |  |  |  |  |  |  |  |  |  |  |  |  |
|  | 19. Frédérique de Bade                                               |  |  |  |  |  |  |  |  |  |  |  |  |  |  |  |
|  |                                                                      |  |  |  |  |  |  |  |  |  |  |  |  |  |  |  |
|  |                                                                      |  |  |  |  |  |  |  |  |  |  |  |  |  |  |  |
|  | 2. Max de Bade                                                       |  |  |  |  |  |  |  |  |  |  |  |  |  |  |  |
|  |                                                                      |  |  |  |  |  |  |  |  |  |  |  |  |  |  |  |
|  |                                                                      |  |  |  |  |  |  |  |  |  |  |  |  |  |  |  |
|  | 20. Eugène de Beauharnais                                            |  |  |  |  |  |  |  |  |  |  |  |  |  |  |  |
|  |                                                                      |  |  |  |  |  |  |  |  |  |  |  |  |  |  |  |
|  |                                                                      |  |  |  |  |  |  |  |  |  |  |  |  |  |  |  |
|  | 10. Maximilien de Leuchtenberg                                       |  |  |  |  |  |  |  |  |  |  |  |  |  |  |  |
|  |                                                                      |  |  |  |  |  |  |  |  |  |  |  |  |  |  |  |
|  |                                                                      |  |  |  |  |  |  |  |  |  |  |  |  |  |  |  |
|  | 21. Augusta-Amélie de Bavière                                        |  |  |  |  |  |  |  |  |  |  |  |  |  |  |  |
|  |                                                                      |  |  |  |  |  |  |  |  |  |  |  |  |  |  |  |
|  |                                                                      |  |  |  |  |  |  |  |  |  |  |  |  |  |  |  |
|  | 5. Marie Maximilianovna de Leuchtenberg                              |  |  |  |  |  |  |  |  |  |  |  |  |  |  |  |
|  |                                                                      |  |  |  |  |  |  |  |  |  |  |  |  |  |  |  |
|  |                                                                      |  |  |  |  |  |  |  |  |  |  |  |  |  |  |  |
|  | 22. Nicolas Ier de Russie                                            |  |  |  |  |  |  |  |  |  |  |  |  |  |  |  |
|  |                                                                      |  |  |  |  |  |  |  |  |  |  |  |  |  |  |  |
|  |                                                                      |  |  |  |  |  |  |  |  |  |  |  |  |  |  |  |
|  | 11. Marie Nikolaïevna de Russie                                      |  |  |  |  |  |  |  |  |  |  |  |  |  |  |  |
|  |                                                                      |  |  |  |  |  |  |  |  |  |  |  |  |  |  |  |
|  |                                                                      |  |  |  |  |  |  |  |  |  |  |  |  |  |  |  |
|  | 23. Charlotte de Prusse                                              |  |  |  |  |  |  |  |  |  |  |  |  |  |  |  |
|  |                                                                      |  |  |  |  |  |  |  |  |  |  |  |  |  |  |  |
|  |                                                                      |  |  |  |  |  |  |  |  |  |  |  |  |  |  |  |
|  | 1. Berthold de Bade                                                  |  |  |  |  |  |  |  |  |  |  |  |  |  |  |  |
|  |                                                                      |  |  |  |  |  |  |  |  |  |  |  |  |  |  |  |
|  |                                                                      |  |  |  |  |  |  |  |  |  |  |  |  |  |  |  |
|  | 24. Ernest-Auguste Ier                                               |  |  |  |  |  |  |  |  |  |  |  |  |  |  |  |
|  |                                                                      |  |  |  |  |  |  |  |  |  |  |  |  |  |  |  |
|  |                                                                      |  |  |  |  |  |  |  |  |  |  |  |  |  |  |  |
|  | 12. Georges V de Hanovre                                             |  |  |  |  |  |  |  |  |  |  |  |  |  |  |  |
|  |                                                                      |  |  |  |  |  |  |  |  |  |  |  |  |  |  |  |
|  |                                                                      |  |  |  |  |  |  |  |  |  |  |  |  |  |  |  |
|  | 25. Frédérique de Mecklembourg-Strelitz                              |  |  |  |  |  |  |  |  |  |  |  |  |  |  |  |
|  |                                                                      |  |  |  |  |  |  |  |  |  |  |  |  |  |  |  |
|  |                                                                      |  |  |  |  |  |  |  |  |  |  |  |  |  |  |  |
|  | 6. Ernest-Auguste de Hanovre                                         |  |  |  |  |  |  |  |  |  |  |  |  |  |  |  |
|  |                                                                      |  |  |  |  |  |  |  |  |  |  |  |  |  |  |  |
|  |                                                                      |  |  |  |  |  |  |  |  |  |  |  |  |  |  |  |
|  | 26. Joseph de Saxe-Altenbourg                                        |  |  |  |  |  |  |  |  |  |  |  |  |  |  |  |
|  |                                                                      |  |  |  |  |  |  |  |  |  |  |  |  |  |  |  |
|  |                                                                      |  |  |  |  |  |  |  |  |  |  |  |  |  |  |  |
|  | 13. Marie de Saxe-Altenbourg                                         |  |  |  |  |  |  |  |  |  |  |  |  |  |  |  |
|  |                                                                      |  |  |  |  |  |  |  |  |  |  |  |  |  |  |  |
|  |                                                                      |  |  |  |  |  |  |  |  |  |  |  |  |  |  |  |
|  | 27. Amélie de Wurtemberg                                             |  |  |  |  |  |  |  |  |  |  |  |  |  |  |  |
|  |                                                                      |  |  |  |  |  |  |  |  |  |  |  |  |  |  |  |
|  |                                                                      |  |  |  |  |  |  |  |  |  |  |  |  |  |  |  |
|  | 3. Marie-Louise de Hanovre                                           |  |  |  |  |  |  |  |  |  |  |  |  |  |  |  |
|  |                                                                      |  |  |  |  |  |  |  |  |  |  |  |  |  |  |  |
|  |                                                                      |  |  |  |  |  |  |  |  |  |  |  |  |  |  |  |
|  | 28. Frédéric-Guillaume de Schleswig-Holstein-Sonderbourg-Glücksbourg |  |  |  |  |  |  |  |  |  |  |  |  |  |  |  |
|  |                                                                      |  |  |  |  |  |  |  |  |  |  |  |  |  |  |  |
|  |                                                                      |  |  |  |  |  |  |  |  |  |  |  |  |  |  |  |
|  | 14. Christian IX de Danemark                                         |  |  |  |  |  |  |  |  |  |  |  |  |  |  |  |
|  |                                                                      |  |  |  |  |  |  |  |  |  |  |  |  |  |  |  |
|  |                                                                      |  |  |  |  |  |  |  |  |  |  |  |  |  |  |  |
|  | 29. Louise-Caroline de Hesse-Cassel                                  |  |  |  |  |  |  |  |  |  |  |  |  |  |  |  |
|  |                                                                      |  |  |  |  |  |  |  |  |  |  |  |  |  |  |  |
|  |                                                                      |  |  |  |  |  |  |  |  |  |  |  |  |  |  |  |
|  | 7. Thyra de Danemark                                                 |  |  |  |  |  |  |  |  |  |  |  |  |  |  |  |
|  |                                                                      |  |  |  |  |  |  |  |  |  |  |  |  |  |  |  |
|  |                                                                      |  |  |  |  |  |  |  |  |  |  |  |  |  |  |  |
|  | 30. Guillaume de Hesse-Cassel-Rumpenheim                             |  |  |  |  |  |  |  |  |  |  |  |  |  |  |  |
|  |                                                                      |  |  |  |  |  |  |  |  |  |  |  |  |  |  |  |
|  |                                                                      |  |  |  |  |  |  |  |  |  |  |  |  |  |  |  |
|  | 15. Louise de Hesse-Cassel                                           |  |  |  |  |  |  |  |  |  |  |  |  |  |  |  |
|  |                                                                      |  |  |  |  |  |  |  |  |  |  |  |  |  |  |  |
|  |                                                                      |  |  |  |  |  |  |  |  |  |  |  |  |  |  |  |
|  | 31. Louise-Charlotte de Danemark                                     |  |  |  |  |  |  |  |  |  |  |  |  |  |  |  |
|  |                                                                      |  |  |  |  |  |  |  |  |  |  |  |  |  |  |  |
|  |                                                                      |  |  |  |  |  |  |  |  |  |  |  |  |  |  |  |

### Bases de données
- Notices dans des dictionnaires ou encyclopédies généralistes :   - Deutsche Biographie
  - Munzinger
- Notices d'autorité :   - VIAF
  - GND

### Autres liens externes
- (de) René Gilbert, « Berthold Markgraf von Baden », sur Karlsruhe - Stadt lexikon, 2016 (consulté le 28 décembre 2020).
- (en) Marlene Eilers Koenig, « The Badens », sur Royal Musings, 29 novembre 2019 (consulté le 28 décembre 2020).